# Alain Akakpo
Alain Akakpo est un athlète français d’origine togolaise, né le 24 août 1984 à Montluçon, spécialiste du sprint, saut en longueur et de Taekwondo. Il représenta la France aux Jeux paralympiques de 2012 à Londres,,. Ambassadeur du sport Français. 
Il fut notamment champion du monde militaire et multiple vainqueur des Invictus Games sur 100 mètres et 200 mètres, dont deux médailles d'or en 2014, deux médailles d'or en 2016, deux médailles d'or (400 mètres homme et relais mixte 4 × 100 mètres) ainsi que deux médailles d'argent (100 mètres et 200 mètres) en 2017.
En 2017, il décide de stopper l'athlétisme et se lance dans le taekwondo. Il intègre très rapidement l'équipe de France Paralympique de para-taekwondo et après 6 mois de pratique,  participe à l'open d'Afrique à Kigali au Rwanda où il ramène une médaille de bronze. Ensuite il remporte une médaille d'or à l'open Océanien à Oakland en Nouvelle-Zélande. 
Cette même année il décroche sa sélection pour les championnats du monde à Londres, malheureusement il est contraint de déclarer forfait à la suite d'une double fracture du tibia lors de son premier combat.  
Après de longs mois de rééducation, il reprend la compétition, participe à l'open Us à Las Vegas en 2019, décrochant une médaille de bronze. 